# Đại hội Thể thao châu Á 1954
Đại hội Thể thao châu Á 1954 (tiếng Filipino: Palarong Asyano 1954), chính thức được gọi là Đại hội Thể thao châu Á lần thứ hai  – Manila 1954, là một sự kiện thể thao đa môn được tổ chức tại Manila, Philippines từ ngày 1 đến 9 tháng 5 năm 1954. Tổng cộng có 970 vận động viên từ 19 Ủy ban Olympic quốc gia (NOC) châu Á tham gia tranh tài ở 76 nội dung thuộc tám môn thể thao. Số lượng NOC và vận động viên tham gia đều tăng so với kỳ Đại hội trước tổ chức tại New Delhi năm 1951.
Kỳ Đại hội lần này có một điểm đặc biệt là không sử dụng bảng tổng sắp huy chương để xác định quốc gia vô địch mà thay vào đó là hệ thống tính điểm. Đây là một hệ thống phức tạp, trong đó mỗi vận động viên được tính điểm dựa theo thành tích, chẳng hạn như thứ hạng trong môn điền kinh hoặc bơi lội. Tuy nhiên, hệ thống tính điểm này đã bị coi là vô ích vì kết quả cuối cùng vẫn sắp xếp các quốc gia theo thứ tự tương tự như bảng tổng sắp huy chương. Vì vậy, hệ thống này đã không còn được áp dụng trong các kỳ Đại hội sau đó.
Ông Jorge B. Vargas là người đứng đầu Liên đoàn Điền kinh Nghiệp dư Philippines (sau này là Ủy ban Olympic Philippines từ năm 1976) đồng thời là Trưởng ban Tổ chức Đại hội tại Manila. Với việc Philippines xếp thứ hai chung cuộc, chỉ khoảng 9.000 khán giả đến dự lễ bế mạc tại Sân vận động Tưởng niệm Rizal. Các sự kiện được phát sóng trực tiếp qua đài phát thanh DZRH và phát lại trên truyền hình DZAQ-TV ABS-3.

## Lễ khai mạc
Đại hội được khai mạc chính thức bởi Tổng thống Ramon Magsaysay vào lúc 16:02 ngày 1 tháng 5 năm 1954 (giờ địa phương). Khoảng 20.000 khán giả đã lấp đầy Sân vận động Tưởng niệm Rizal ở Malate, Manila để tham dự lễ khai mạc. Theo yêu cầu của Ủy ban Olympic Quốc tế (IOC), nghi thức rước đuốc và thắp đài lửa đã bị loại khỏi Lễ khai mạc nhằm bảo tồn truyền thống của Thế vận hội Olympic. Nghi thức rước đuốc được khôi phục lại vào kỳ Đại hội năm 1958. Tuy nhiên, nước chủ nhà đã tìm ra giải pháp thay thế bằng cách trao phần vinh danh đặc biệt cho vận động viên cuối cùng bước vào lễ diễu hành. Với tư cách chủ nhà, đoàn Philippines là nước cuối cùng tiến vào sân vận động. Người cầm cờ cho đoàn Philippines là Andres Franco, người từng giành huy chương vàng môn nhảy cao tại Đại hội thể thao châu Á 1951 – cũng là huy chương vàng duy nhất của Philippines ở các môn điền kinh tại kỳ đại hội trước đó.

## Các quốc gia tham dự
| - Afghanistan (17) - Miến Điện (34) - Campuchia (12) - Ceylon (6) - Hồng Kông (47) - Ấn Độ (69) | - Indonesia (85) - Israel (4) - Nhật Bản (160) - Mã Lai (9) - Bắc Borneo (3) - Pakistan (46) | - Philippines (166) - Trung Hoa Dân Quốc (140) - Singapore (54) - Hàn Quốc (52) - Thái Lan (19) - Việt Nam Cộng hòa (19) |

## Môn thi đấu
The 1954 Asian Games featured eight sports divided into 10 events, aquatics included three events namely diving, swimming and water polo. This version of the Asian Games comprised more sports and events than the last one, as six sports and seven events were in the calendar of 1951 Asian Games. Three sports—boxing, shooting and wrestling—made their debut, while cycling was dropped out.
Đại hội thể thao châu Á 1954 bao gồm 8 môn thể thao, chia thành 10 nội dung thi đấu. Trong đó, nhóm môn thể thao dưới nước bao gồm ba nội dung: nhảy cầu, bơi lội và bóng nước. Kỳ đại hội này có nhiều môn và nội dung thi đấu hơn so với năm 1951, khi chỉ có 6 môn và 7 nội dung trong chương trình. Ba môn thể thao—Quyền Anh, bắn súng và vật—lần đầu tiên được đưa vào thi đấu, trong khi môn xe đạp bị loại bỏ khỏi chương trình thi đấu.
- Điền kinh (30) (chi tiết)

- Bóng rổ (1) (chi tiết)

- Quyền anh (7) (chi tiết)

- Nhảy cầu (4) (chi tiết)

- Bóng đá (1) (chi tiết)

- Bắn súng (6) (chi tiết)

- Bơi lội (13) (chi tiết)

- Bóng nước (1) (chi tiết)

- Cử tạ (7) (chi tiết)

- Đấu vật (7) (chi tiết)

## Lịch thi đấu
| OC | Lễ khai mạc | ● | Tranh tài | 1 | Chung kết | CC | Lế bế mạc |

| Tháng 5, 1954           | T7 1 | CN 2 | T2 3 | T3 4 | T4 5 | T5 6 | T6 7 | T7 8 | CN 9 | Huy chương vàng |
| ----------------------- | ---- | ---- | ---- | ---- | ---- | ---- | ---- | ---- | ---- | --------------- |
| Điền kinh               |      | 4    | 5    | 9    | 12   |      |      |      |      | 30              |
| Bóng rổ                 |      | ●    | ●    | ●    |      | ●    | ●    | 1    |      | 1               |
| Quyền anh               |      |      |      |      | ●    | ●    |      | 7    |      | 7               |
| Nhảy cầu                |      |      |      |      | 1    | 1    | 1    | 1    |      | 4               |
| Bóng đá                 | ●    | ●    | ●    | ●    | ●    | ●    | ●    | 1    |      | 1               |
| Bắn súng                |      |      | 1    | 1    | 1    | 2    | 1    |      |      | 6               |
| Bơi lội                 |      |      |      |      | 1    | 1    | 5    | 6    |      | 13              |
| Bóng nước               |      |      |      |      | ●    | ●    | ●    | 1    |      | 1               |
| Cử tạ                   |      |      |      |      |      | 1    | 3    | 3    |      | 7               |
| Đấu vật                 | ●    | ●    | 7    |      |      |      |      |      |      | 7               |
| Tổng số huy chương vàng |      | 4    | 13   | 10   | 15   | 5    | 10   | 20   |      |                 |
| Nghi lễ                 | OC   |      |      |      |      |      |      |      | CC   |                 |
| Tháng 5, 1954           | T7 1 | CN 2 | T2 3 | T3 4 | T4 5 | T5 6 | T6 7 | T7 8 | CN 9 | Huy chương vàng |

## Bảng tổng sắp huy chương
| Hạng                | Đoàn                     | Vàng | Bạc | Đồng | Tổng số |
| ------------------- | ------------------------ | ---- | --- | ---- | ------- |
| 1                   | Nhật Bản (JPN)           | 38   | 36  | 24   | 98      |
| 2                   | Philippines (PHI)        | 14   | 14  | 17   | 45      |
| 3                   | Hàn Quốc (KOR)           | 8    | 6   | 5    | 19      |
| 4                   | Pakistan (PAK)           | 5    | 6   | 2    | 13      |
| 5                   | Ấn Độ (IND)              | 5    | 4   | 8    | 17      |
| 6                   | Trung Hoa Dân Quốc (ROC) | 2    | 4   | 7    | 13      |
| 7                   | Israel (ISR)             | 2    | 1   | 1    | 4       |
| 8                   | Miến Điện (BIR)          | 2    | 0   | 2    | 4       |
| 9                   | Singapore (SIN)          | 1    | 4   | 4    | 9       |
| 10                  | Ceylon (CEY)             | 0    | 1   | 1    | 2       |
| 11                  | Afghanistan (AFG)        | 0    | 1   | 0    | 1       |
| 12                  | Indonesia (INA)          | 0    | 0   | 3    | 3       |
| 13                  | Hồng Kông (HKG)          | 0    | 0   | 1    | 1       |
| Tổng số (13 đơn vị) | Tổng số (13 đơn vị)      | 77   | 77  | 75   | 229     |